# Пирос
Пирос (рус. Пирос) је језеро на северозападу европског дела Руске Федерације. Налази се на самој граници између Тверске (Бологовски рејон) и Новгородске области (Боровички рејон) и припада басену реке Мсте, односно басену језера Иљмењ и реке Неве.
Површина језера је 31,2 км², а површина сливног подручја чак 2.120 км². Језеро се протеже у смеру северозапад-југоистој у дужини од око 10 км, док је максимална ширина до 5 километара. Максимална дубина је до 11,5 метара. Површина језера лежи на надморској висини од 154 метра.
Његове северне и северозападне обале су нешто издигнутије и обрасле су четинарским шумама, док су јужне обале доста ниске, замочварене и обрасле трском и шашом.
Најважнија притока је река Валдајка која се у језеро улива у његовом западном делу, док кроз најужи део језера на крајњем југу протиче река Березајка. На месту где Березајка отиче из језера саграђена је брана којом се регулише стабилан ниво воде у језеру.